# Jardin des Fonderies
Le jardin des Fonderies est un grand espace vert de Nantes.

## Situation et accès
Situé sur l'île de Nantes, le jardin est bordé : au nord, par l'allée des Hélices ; à l'est, par la rue des Boires ; au sud par la rue Louis-Joxe ; à l'ouest, par la place des Fonderies.

## Origine du nom
Le nom rappelle les Fonderies de l'Atlantique qui étaient installées à cet endroit.

## Historique
La Nantaise de Fonderie (devenue par la suite les Fonderies de l'Atlantique) est fondée en 1908 par Jean Babin-Chevaye, fils de Louis Mathurin Babin-Chevaye, président fondateur des Ateliers et Chantiers de la Loire.
En 1937, l'entreprise s'installe sur le site et y construit une halle métallique de 115 mètres de longueur et 16 mètres de hauteur, équipée d'un four à réverbère, d'une capacité de 20 tonnes et destinée à la fabrication d'hélices de bateau en alliage cupro-aluminium. C'est à cet endroit que les hélices du paquebot France et des porte-avions Clemenceau et Foch sont moulées et fondues.
En 2001, les Fonderie de l'Atlantique cessent leurs activités sur l'île de Nantes. L'ensemble du site fait alors l'objet d'un projet d'urbanisme (constructions d'immeubles d'habitations, de commerces et de bureaux). On décide alors de réhabiliter les anciennes halles en un jardin exotique, tout en conservant sur place l'ancien équipement industriel afin de témoigner du passé du site. Cependant la structure est recouverte d'une toiture translucide assurant les conditions climatiques favorable à la végétalisation du jardin.
En 2009, celui-ci s'ouvre au public et propose 100 espèces végétales majoritairement exotiques déjà acclimatées depuis des générations, lesquelles s’inscrivent dans la tradition nantaise du jardin botanique.
Le jardin déborde même de sa halle avec la plantation de 200 arbres jalonnant l’espace public du quartier.

## Galerie

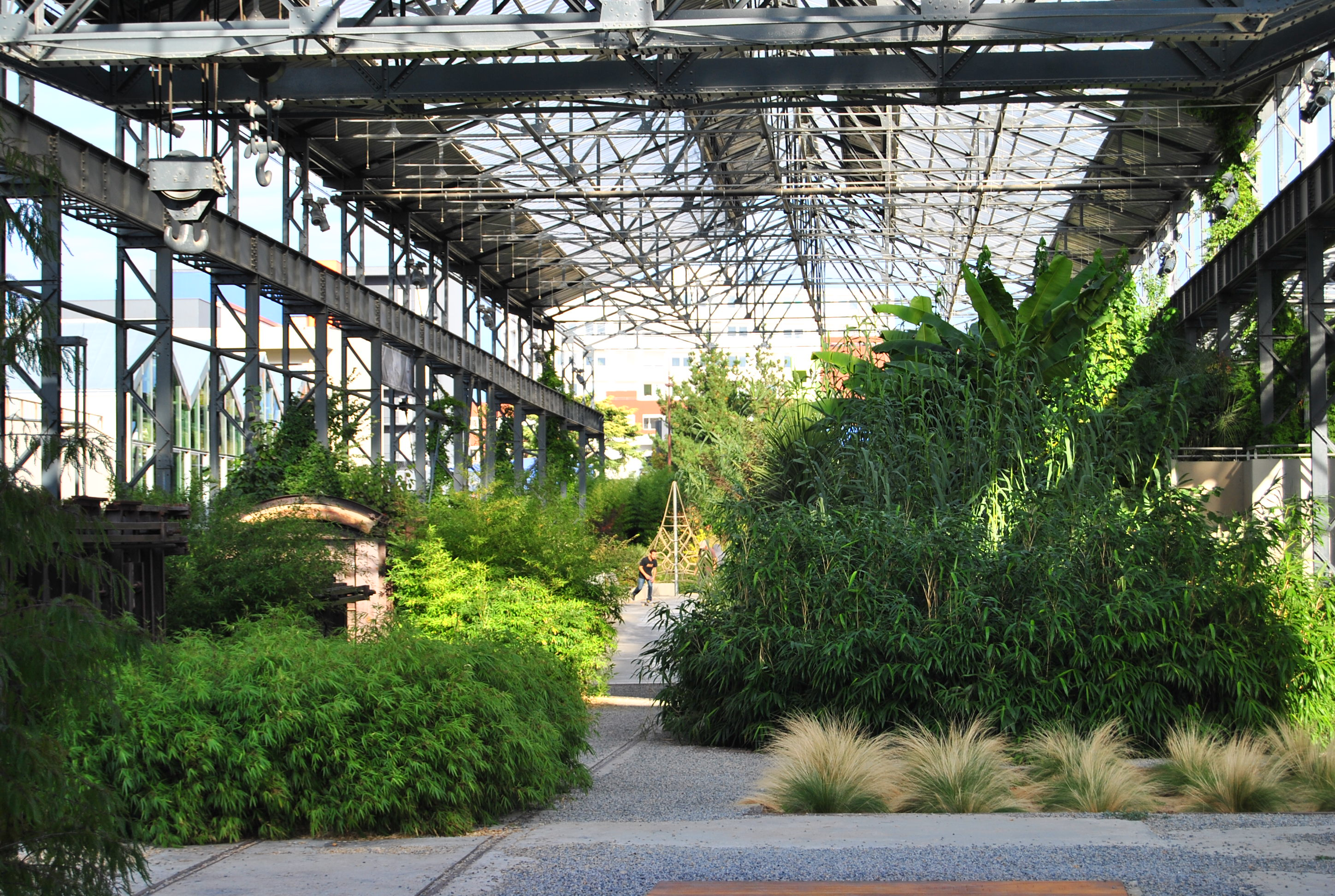
Vue sur l'Intérieur du jardin
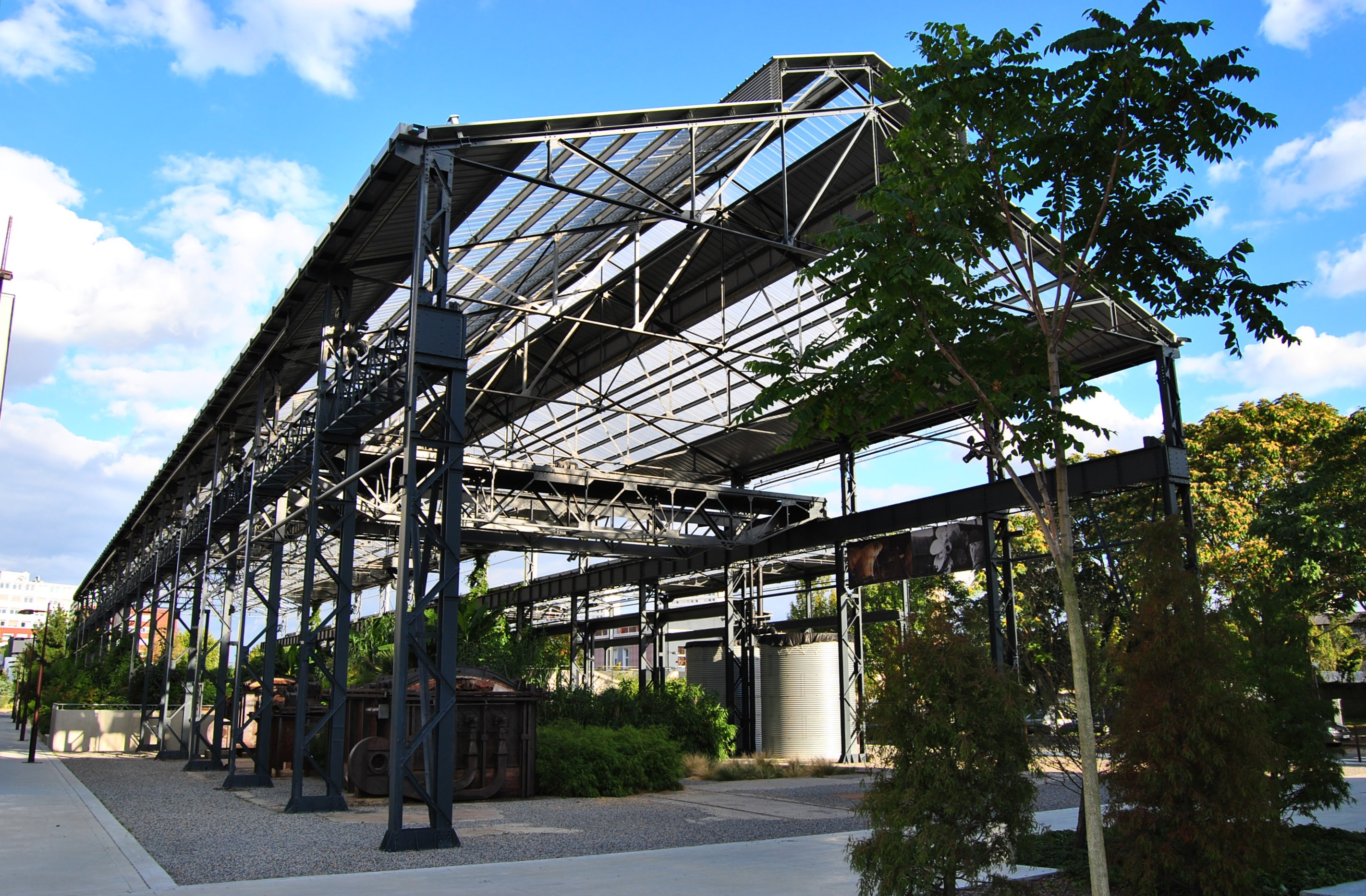
Le jardin vu du nord-ouest
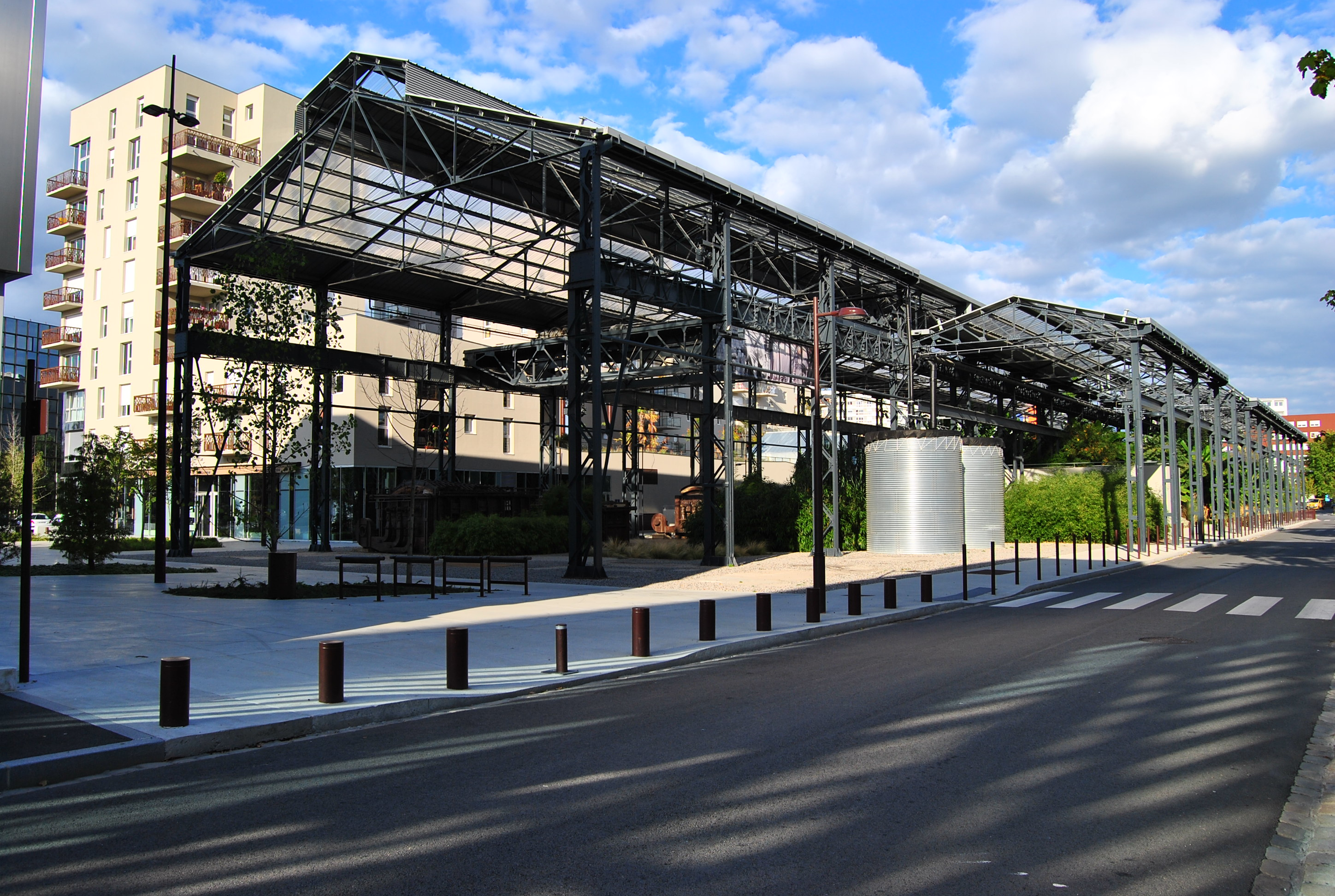
Le jardin vu du sud-ouest